# جون جي. كامبل
جون جي. كامبل (بالإنجليزية: John G. Campbell)‏ هو سياسي أمريكي، ولد في 25 يونيو 1827 في غلاسكو في المملكة المتحدة، وتوفي في 22 ديسمبر 1903 في بريسكوت في الولايات المتحدة. حزبياً، نشط في الحزب الديمقراطي. وقد انتخب عضو مجلس النواب الأمريكي.